# Aeroporto di Orano-Ahmed Benbella
L'Aeroporto di Orano-Ahmed Benbella (IATA: ORN, ICAO: DAOO) (in arabo: مطاز احمد بن بلة -وهران, in francese: Aéroport d'Oran Ahmed Benbella), più conosciuto come Aeroporto di Orano-Es Sénia, definito come internazionale dalla Service d'Information Aéronautique, è un aeroporto algerino situato a nell'estrema parte nord occidentale del Paese sulle coste del Mar Mediterraneo, a 9 km a sud di Orano, nella provincia di cui è capoluogo.
La struttura è dotata di due piste, la cui principale è in conglomerato bituminoso lunga 3600 m e larga 45 m, l'altitudine è di 91 m, l'orientamento è 07L/25R ed è aperta al traffico commerciale 24 ore al giorno.
La struttura è intitolata a Ahmed Benbella, (1918-2012), primo Presidente dell'Algeria dal 1961 al 1962.